# Jovana Stoiljković

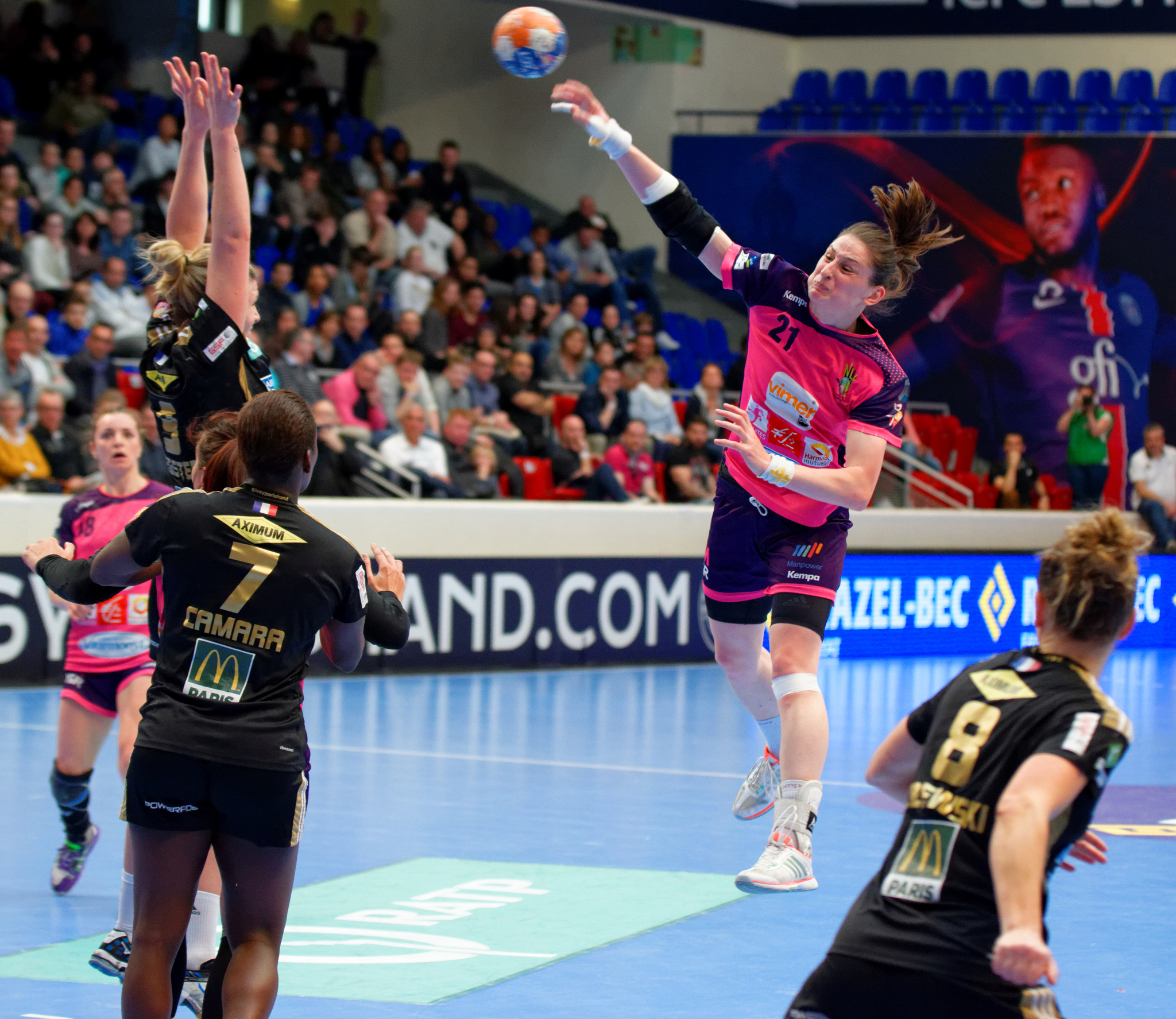
Jovana Stoiljković au tir avec Nantes face à Issy Paris Hand, le 17 avril 2016.

Jovana Stoiljković, née le 30 septembre 1988 à Belgrade, est une handballeuse serbe évoluant au poste d'arrière gauche au Chambray Touraine Handball et en équipe nationale de Serbie.

## Biographie
Elle commence sa carrière dans son pays natal, la Serbie, au FK Napredak Kruševac puis au ŽRK Naisa Niš et enfin au ŽRK Zaječar avec lequel elle devient championne de Serbie en 2012.
Elle rejoint à l'intersaison 2012 le championnat de France en signant pour Le Havre AC. Sa première saison est une réussite car elle est élue meilleure arrière gauche du championnat de France 2012-2013 peu de temps après avoir prolongé son contrat jusqu'en 2015 avec le club normand.
Après deux saisons, Jovana Stoiljković quitte Le Havre pour Nantes à compter de la saison 2014-2015. Durant trois saisons à Nantes, Jovana Stoiljković figure parmi les meilleures marqueuses du championnat. 
Elle rejoint Brest à compter de la saison 2017-2018, en remplacement de Stéphanie Ntsama Akoa qui prend sa retraite sportive.
Après deux saisons au Brest Bretagne Handball, elle s'engage avec le Chambray Touraine Handball pour la saison 2019-2020.

## Palmarès

### En club
compétitions nationales
- vainqueur du championnat de Serbie en 2012 (avec ŽRK Zaječar)
- vainqueur de la coupe de France en 2018 (avec Brest Bretagne Handball)
- finaliste de la coupe de France en 2019 (avec Brest Bretagne Handball)
- finaliste du Championnat de France en 2018

### En sélection
championnats du monde 
- finaliste du championnat du monde 2013[7]

championnats d'Europe 
- 4e place du championnat d'Europe 2012[8]

### Distinctions individuelles
- élue meilleure arrière gauche du championnat de France 2012-2013[2]
- joueuse LFH du mois en septembre 2013[9]